# Сан-Педро (вулкан)
Сан-Педро (исп. Volcán San Pedro) — стратовулкан в западной части Гватемалы. Высота над уровнем моря вершины — 3020 м.
Находится на юго-западе Гватемалы, примерно в 150 км на запад от столицы страны, рядом с озером Атитлан и вулканами Толиман и Атитлан. Сан-Педро является частью Центральноамериканской вулканической дуги.